# سفارة فرنسا في بنين
سفارة فرنسا في بنين هي أرفع تمثيل دبلوماسي لدولة فرنسا لدى بنين. تقع السفارة في كوتونو وهي تهدف لتعزيز المصالح الفرنسية في بنين.

## وصلات خارجية
- الموقع الرسمي
- قائمة سفارات فرنسا
- قائمة السفارات في بنين